# Фатулла Джаміль
Фатулла Джаміль (5 вересня 1942 — †1 березня 2012, Сінгапур) — був дипломатом і політиком Мальдівів. Міністр закордонних справ Мальдівів (1978—2005).

## Життєпис
Після відвідування школи Джаміль, закінчив у 1967 році навчання з філософії та ісламського богослов'я в Університеті Аль-Азгар в Каїрі, отримав ступінь бакалавра філософії та ісламської теології. У 1969 році закінчив навчання в аспірантурі Університету Ейн Шамса.
Повернувшись на Мальдіви, 18 листопада 1969 року він став викладачем у школі Маджедіїя.
У 1973 році він перейшов до Міністерства закордонних справ, де був заступником Державного секретаря з міжнародних організацій та зовнішньої допомоги до 1976 року, а ненадовго у 1974 році — заступником державного секретаря з питань зовнішньої допомоги в кабінеті прем'єр-міністра. У 1974 році він пройшов курс міжнародних відносин в Міністерстві закордонних справ Австралії, а після повернення в 1975 році був також тимчасовим заступником секретаря в Міністерстві транспорту. Після посади заступника державного секретаря між 1976 і 1977 роками, він останнім часом був постійним представником Мальдівів при ООН в Нью-Йорку між 1977 і 1978 роками.
Після закінчення повноважень президента Ібрагіма Насіра він був призначений міністром закордонних справ 14 березня 1978 року. Він обійняв цю посаду після того, як президент Момун Абдул Гаюм вступив на посаду 11 листопада 1978 року і обіймав цю посаду понад 27 років до його відставки та заміни Ахмедом Шахідом 14 липня 2005 року.
Часом він був міністром з питань планування та навколишнього середовища з 1982 по 1983 та з 1990 по 1991 роки. Після відставки Джаміль, був одним з восьми членів парламенту (Меджлісу), яких було висунутого президентом з 1989 року, став спеціальним радником президента.
30 квітня 2008 року президент Момун Абдул Гаюм надав йому почесне звання старшого міністра.
Джаміль помер від інфаркту міокарда в Сінгапурській загальній лікарні.